# Моисеев, Александр Николаевич
Александр Николаевич Моисеев (19 июня 1946, Москва, СССР) — советский футболист, выступавший на позиции защитника. Сыграл один матч в высшей лиге СССР.

## Биография
Воспитанник футбольной школы московского «Динамо». В начале карьеры играл на позиции нападающего, но во взрослом футболе был переведён на позицию крайнего защитника. С 1964 года выступал за дубль бело-голубых, всего в первенстве дублёров сыграл 49 матчей и забил 3 гола. В основном составе «Динамо» сыграл два матча — 1 июня 1965 года в рамках Кубка СССР против ленинградских одноклубников, и 6 июня того же года в чемпионате страны против кутаисского «Торпедо».
После ухода из московского «Динамо» играл за одноклубников из Ставрополя, Барнаула и Целинограда, а также провёл полтора сезона в саратовском «Соколе». Завершил спортивную карьеру в возрасте 28 лет.
В 1988 году работал в тренерском штабе резервной команды московского «Динамо».